# Ottawa (Kansas)
Ottawa – miasto położone w Hrabstwie Franklin w stanie Kansas w Stanach Zjednoczonych.